# プログレスM-28M
プログレス M-28M (ロシア語: Прогресс М-28М)は、ロシア連邦宇宙局が2015年に国際宇宙ステーション(ISS)の補給のために打ち上げたプログレス補給船。NASAやJAXAではプログレス60や60Pとも称される。前回打ち上げとなったプログレスM-27Mは打ち上げに失敗しており、スペースX CRS-7の打ち上げ失敗後間もない2015年7月3日に打ち上げられた。28機目のプログレス-M改良型(11F615A60)の打ち上げであり、シリアル番号は428であった。

## 運用
M-28Mは2015年7月3日4時55分(GMT)にカザフスタンのバイコヌール宇宙基地からソユーズ-Uで打ち上げられた。
2015年7月5日7時11分(UTC)にISSのピアースにドッキングした。4月28日のM-27M、6月28日のCRS-7の打ち上げ失敗によって補給船のISS到着は3ヶ月ぶりであり、ISSに滞在するゲンナジー・パダルカは「7月にクリスマスがやってきたみたいだ」と述べている。ドッキング後は搭載物資が下ろされ、不用品が詰められた。
2015年12月19日7時35分(UTC)にはステーションとのドッキングを解除してISSから離脱している。

## 載貨
M-28Mは2381kgの貨物と補給品を搭載していた。520kgの燃料、48kgの酸素混合気体、420kgの水、第44次長期滞在のクルー向けの1393kgの予備部品や補給品、実験機材などを搭載していた。ドッキング期間はおおよそ4ヶ月間の予定であった。

## 註
1. 1 2  McDowell, Jonathan. “Launch Log”. Jonathan's Space Page. 2015年7月3日閲覧。
2. 1 2 3 4 5  Peat, Chris (2015年7月4日). “PROGRESS-M 28M - Orbit”.   Heavens-Above. 2015年7月4日閲覧。
3. ↑  Shively, Nick (2015年7月2日). “Russia to launch supplies to International Space Station tonight”. LA times 2015年7月3日閲覧。
4. ↑  Chris Bergin (2015年7月3日). “Russian Progress M-28M launches on critical ISS cargo run”.   NASASpaceflight.com. 2016年1月18日閲覧。
5. ↑  “Progress resupply mission arrives at ISS”.   Spaceflight Now (2015年7月5日). 2016年1月18日閲覧。
6. ↑  “「7月にクリスマスがやってきた」−プログレス補給船、補給物資を載せISS到着”.   sorae.jp (2015年7月5日). 2016年1月18日閲覧。
7. ↑  “「プログレスM-28M」補給船、運用終了　大気圏に再突入”.   sorae.jp (2015年12月21日). 2016年1月18日閲覧。
8. ↑  “Progress M-28M”.   Roscosmos (2015年7月3日). 2016年1月18日閲覧。